# Santo Antão (Évora)
Santo Antão ist eine ehemalige Gemeinde (Freguesia) der portugiesischen Stadt Évora. Die Gemeinde hatte 1303 Einwohner (Stand 30. Juni 2011).
Am 29. September 2013 wurden die Gemeinden Santo Antão, São Mamede und Sé e São Pedro zur neuen Gemeinde União das Freguesias de Évora (São Mamede, Sé, São Pedro e Santo Antão) zusammengeschlossen.